# Közönséges cserepesteknős
A közönséges cserepesteknős (Eretmochelys imbricata) a hüllők (Reptilia) osztályába, a teknősök (Testudines) rendjébe és a tengeriteknős-félék (Cheloniidae) családjába tartozó Eretmochelys nem egyetlen tagja. A két térítő között, az Atlanti- és a Csendes-óceánban, valamint a hozzájuk tartozó tengerekben él két alfaja: az atlanti területek lakója az E. imbricata imbricata, az indo-csendes-óceáni térségé pedig az E. imbricata bissa.
Megjelenése nagyon hasonló a többi tengeri teknőséhez. Lapított, testét teknőspáncél védi, a mellső végtagja viszonylag nagy; egyaránt segít az úszásban és a szárazon haladásban. A többi tengeri teknőstől azért különböztethető meg könnyen, mert a felső állkapcsa horgos, és emiatt a nyakrejtésre is képes fejvégződése csőrszerű. Páncéljának színezete kissé változhat, mivel alkalmazkodik környezetéhez és a víz hőmérsékletéhez. Bár e teknős életének jelentős részét a nyílt óceánban tölti, előfordul a sekély lagúnákban és a korallzátonyok környékén is.
A modern halászat, a megváltozott környezet, a környezetszennyezés nagy veszélyt jelent számukra és ezek miatt mára már a kihalás szélére került. Értékes páncéljából különböző használati tárgyakat, például edényeket, szemüvegkeretet, gombot, gitárpengetőt stb. készítenek. Húsának fogyasztása nem javasolt, mert toxikus anyagokat tartalmazhat. Az európaiak étrendjén nem is szerepel, mert hasmenést, hányást okozhat. Él egy olyan hiedelem is, hogy rendszeres fogyasztása keléseket vagy daganatokat idéz elő, bár mindezek ellenére egyes törzsekben mégis rendszeresen eszik. Kínában egy időben az ínyencek kedvence volt, és egyes indián törzsek szerint húsának fogyasztása különböző betegségektől megóv. Fogyasztása azonban egyáltalán nem ajánlott: nemcsak azért mert halálos mérgezést is okozott már, hanem azért, mert veszélyeztetettsége miatt – a washingtoni egyezmény (CITES) alapján – befogása és a belőle előállított termékek forgalmazása tilos.

## Fejlődéstörténete
A tengeriteknős-félék között az E. imbricata számos egyedülálló anatómiai és ökológiai tulajdonságot tudhat magáénak. Például ez az egyetlen szivacsevő hüllőfaj, és ezért evolúciós helyzete némileg homályos. Ennek a helyzetnek a tisztázása érdekében az Eretmochelys molekuláris vizsgálatát végezték el kutatók. A céljuk az volt, hogy újabb adatokat nyerjenek a tengeri teknősök filogenetikájáról, az eddig tanulmányozott morfológiai bélyegek és fosszíliák által nyújtott ismeretek mellett. Eredményként megállapították, hogy a Cheloniidae családon belül két evolúciós irány különül el, a Chelonini és a Carettini alcsaládok. A DNS vizsgálatoknak köszönhetően azt is kijelenthették, hogy a húsevő Carettini alcsaládhoz tartozó álcserepesteknősökkel közelebbi rokonság áll fenn, mint a növényevő Chelonini alcsalád közönséges levesteknősével. Így valószínűsíthető, hogy a közönséges cserepesteknős ragadozó ősöktől származik.

## Rendszerezés

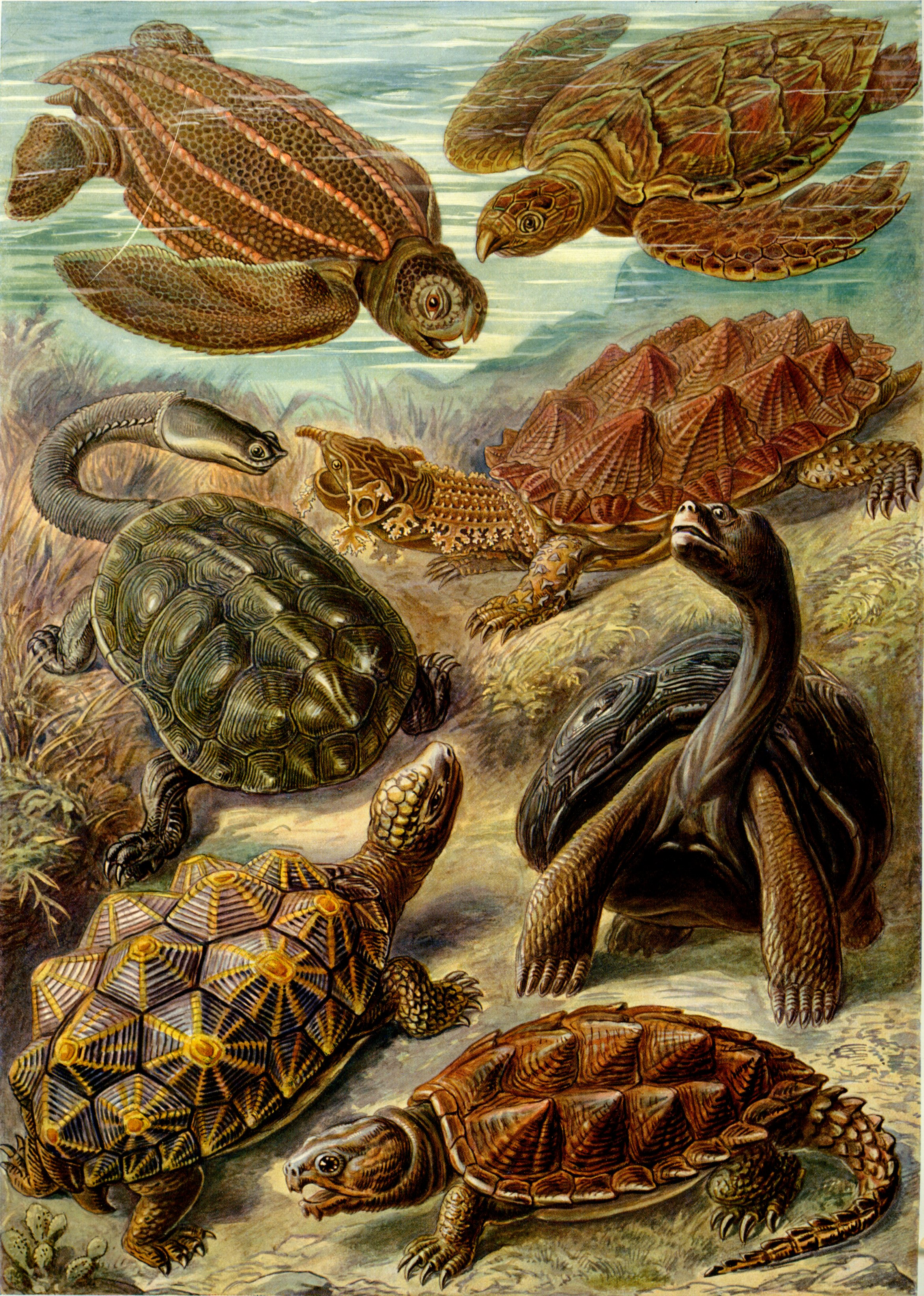
Ernst Haeckel 1904-ben készült rajzán látható hét teknősfaj. Ez az ábrázolás jól szemlélteti a tengeri teknősök páncélzatának és a testfelépítésének különbségeit. (Az E. imbricata a jobb felső sarokban látható)

A tengeriteknős-félék családjába sorolt csekély számú fajok utolsó egyedei alkotják egy hajdan valószínűleg igen nagy számot kitevő csoport maradványát. Az ide sorolt közönséges cserepesteknőst eredetileg Linné, mint Testudo imbricata írta le 1766-ban, majd ezt követően Leopold Fitzinger osztrák zoológus 1843-ban a Testudo nemből átsorolta az Eretmochelys nembe. További fiatalabb szinonimák is ismertek, melyeket kiváló zoológusok készítettek, többek között 1857-ben Agassiz Eretmochelys imbricata squamata, 1834-ben Lesson Chelonia pseudo-midas és 1873-ban Gray Onychochelys kraussi néven írta le ezt a teknősfajt.
Az E. imbricata taxonnak hivatalosan két elfogadott alfaja van. Az E. imbricata bissa (Rüppell, 1835), mely a Csendes-óceán és a hozzá kapcsolódó indo-csendes-óceáni térségben él, valamint az Atlanti-óceánban és a kapcsolódó tengerekben honos E. imbricata imbricata. Az imbricata nevet azért kapta, mert Linnaeus 1766-os első leírásának köszönhetően – mint idősebb szinonima – ez a változat lett a típuspéldány.
Fitzinger az Eretmochelys nem nevét a görög eredetű eretmo és chelys szavakból képezte, mely szavak magyarul „evezőt” és „teknőst” jelentenek. A név első tagja a mellső végtagok úszás közbeni evezőszerű használatából adódott. Az imbricata latin eredetű szó, amely szabad fordításban magyarul összefonódottat jelent, és ez arra utal, hogy a hátpáncél lemezei többé-kevésbé cserépszerűen egymáshoz illeszkednek.
Az indo-csendes-óceáni alfaj nevében szereplő bissa latin eredetű szó, amely eredetileg Caretta bissa volt, a bi = dupla, második előtagot azért kapta, mert a faj második leírt taxonja volt. A Caretta nemhez sorolását pedig amiatt gondolták egykori kutatói, mert a valóságnál lényegesen közelebbi rokonságot feltételeztek a Caretta nemhez tartozó álcserepesteknősökkel.

## Megjelenése
A közönséges cserepesteknős megjelenését tekintve a tengeriteknős-félékhez hasonlít. Közeli rokonaival megegyezően a hátpáncél lemezei többé-kevésbé cserépszerűen egymáshoz illeszkednek. A mellső úszóján két karom van, és ez a testéhez mérten nagyméretű végtag úszóként funkcionál. Mellső végtagjai jóval hosszabbak, mint a hátulsók, az ujjízeken nincsenek ízületei, és – fejével ellentétben – a mellső végtagjait csak tökéletlenül tudja teknőjébe húzni.

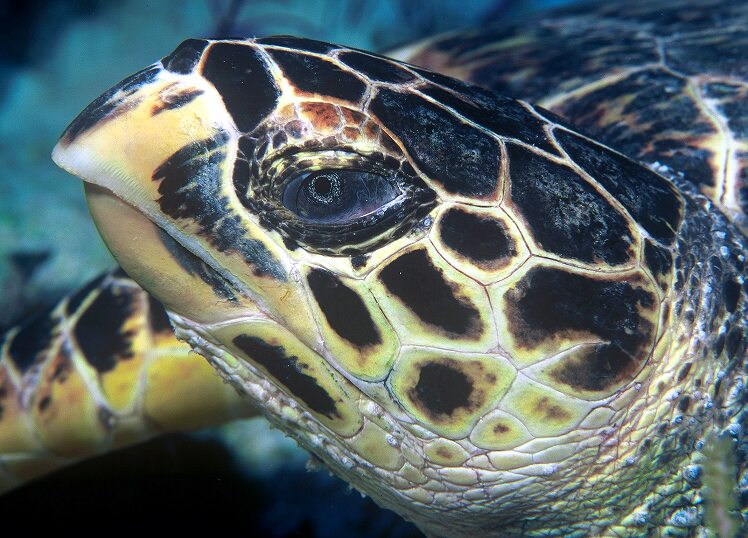
A fejéről készült közeli képen jól megfigyelhető jellegzetes fejformája, és az ezt meghatározó horgas végződésű felső állkapcsa

Kifejlett egyedei akár egyméteres nagyságúra is megnőnek, és súlyuk ekkor eléri a nyolcvan kilogrammot. Átlagos páncélhosszúsága 63–90 centiméter, és a testtömege 45–75 kilogramm között mozog. Méretüket tekintve eltérés mutatkozik az alfajok között, hiszen a valaha kifogott legnagyobb példányt a Karib-tengerben fogták, és súlya 127 kilogramm volt. A hátpáncél szabálytalan sötét és szürke színezetű, melynek lemezeit gesztenye- vagy feketésbarna alapon borostyánsárga sugárnyalábok tarkítják. A mellpáncél lemezei egyenletesen sárgák, a fej és az úszók pedig sötétbarna alapon sárgán szegélyezett színűek.
Ennek a teknősnek azonban vannak olyan jellemzői is, melyek alapján egyértelműen megkülönböztethető más tengeri teknősféléktől. Ilyen a többiekétől eltérő, a hosszúkás, elkeskenyedő fejformáját meghatározó horgos felső állkapcsa, ami miatt a szája egyfajta csőrszerű formát mutat. A mellső végtagjai két jól látható karomban végződnek, valamint a fején látható pajzsok is egyediek, hiszen az orrnyílások és a homlokpajzsok között mindig két egymásután következő pajzspár helyezkedik el.

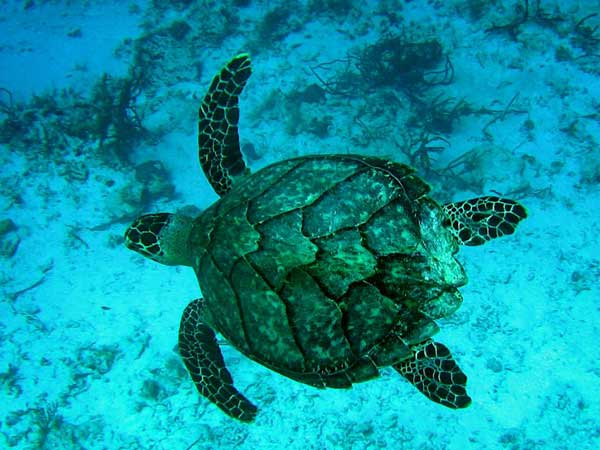
E. imbricata úszás közbeni képén jól megfigyelhető jellegzetes páncéllemezeinek hátoldali elhelyezkedése.

Jellemzője még a páncéllemezeinek elhelyezkedése a hátpáncélzatán. Öt központi lemez mellett négy pár laterálisan helyezkedik el csakúgy, mint a családhoz tartozó más fajoknál is. A hátsó vagy poszterior részén lévő kisebb lemezei takarásban és átfedésben vannak, nagyságra ezek kisebbek, az élei fogazottak és egyfajta fűrészhez vagy késhez hasonlíthatóak. Ezekhez hasonlóan a laterális páncéllemezek alatt is további lemezek helyezkednek el. A teknőspáncél mérete a már említett körülbelül egy méter nagyságú lehet.
A közönséges cserepesteknős homokban hagyott nyoma aszimmetrikus, mivel váltakozva is mozgathatja végtagjait, míg ezzel szemben a közönséges levesteknős és a kérgesteknős szimmetrikusan mozgatja azokat.
Köszönhetően az általa elfogyasztott mérgező csalánozóknak, a húsa is toxikussá válhat. Az európaiak számára fogyasztása nem ajánlott, mert hasmenést és hányást okozhat, de van olyan hiedelem is, hogy rendszeres evése esetén keléseket vagy daganatokat idéz elő. A bennszülöttek azonban fogyasztják, és egyes indián törzsek szerint különböző betegségektől is megóv. A teknősnek fehér a húsa, ami miatt a katolikus egyház szerint halnak minősül, és böjt idején engedélyezi a fogyasztását. Ez azt is jelenti, hogy a húsvét, a keresztények legfontosabb ünnepe előtti nagyböjti időszak a Latin-Amerika tengereiben élő teknősök számára külön veszélyt jelent, hiszen ezreket főznek meg ilyenkor.

## Előfordulása
A Föld két féltekéjének a két térítő közötti részén honos, alfajai közül az atlanti területeken él az E. imbricata imbricata, az indo-csendes-óceáni térségben az E. imbricata bissa. A térítők között mind a három óceánban, így az Atlanti-óceánban, a Csendes-óceánban és az Indiai-óceánban és a kapcsolódó tengerekben honos. Természetes élőhelye a viszonylag sekély part menti zátonyok, öblök, torkolatok és lagúnák környéke. A Mexikói-öbölben élő populációja elszenvedte a 2010-ben történt olajfúró platform robbanás következtében kiömlő olajszennyezettséget, ami tovább ritkította az amúgy is gyérülő állományát.

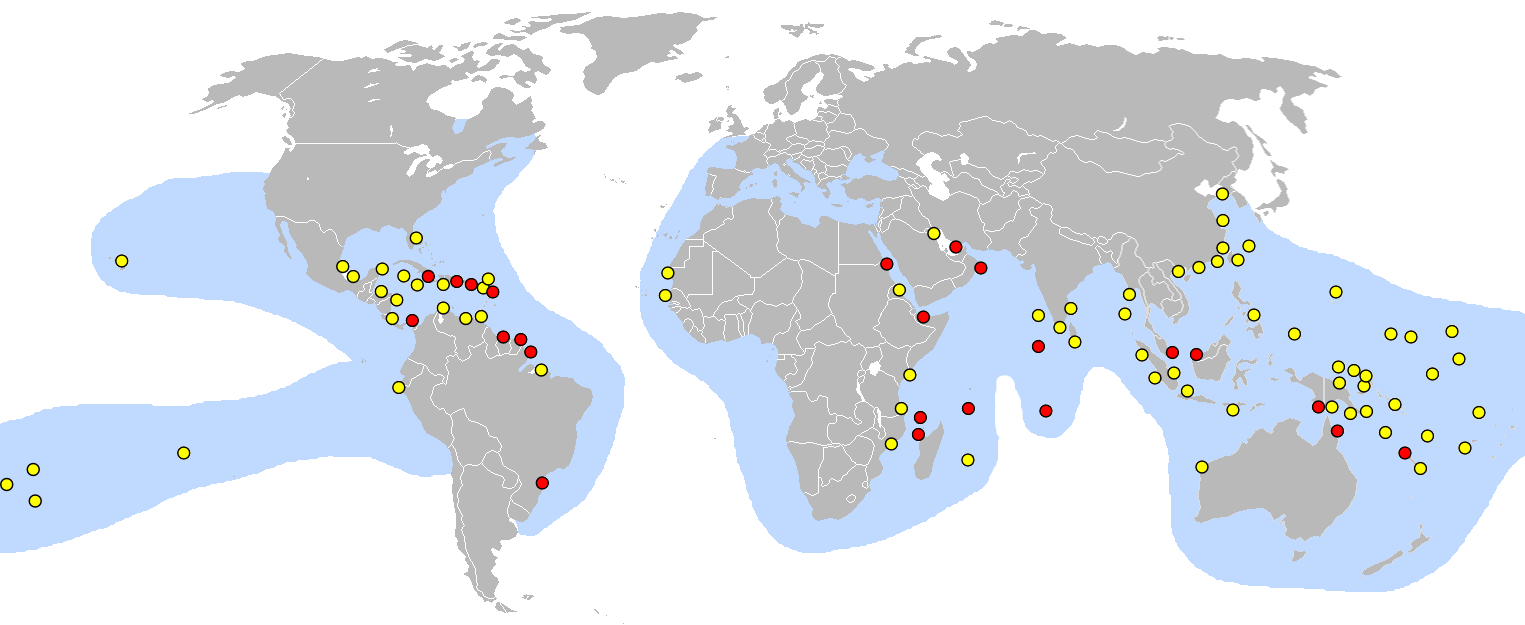
A közönséges cserepesteknős lehetséges fészekrakó helyeit bemutató világtérkép. A piros körök jelzik a főbb fészekrakó helyeiket, a sárga körök jelzik a kevésbé használt fészekrakó helyeiket.

### Alfajok
A közönséges cserepesteknősnek két alfaja különböztethető meg:
- Eretmochelys imbricata imbricata (Linnaeus, 1766) – az atlanti-alfaj
- Eretmochelys imbricata bissa (Rüppell, 1835) – az indo-csendes-óceáni térség alfaja

#### Az atlanti-alfaj
Az Atlanti-óceánban az E. imbricata imbricata populáció elterjedése fenn nyugaton egészen a Mexikói-öbölig, míg délkeleten Dél-Afrika partjaiig, a Jóreménység fokáig terjed. Megtalálhatók Brazília tengerparti részein, és különösen gazdag a teknősállománya a Bahia szövetségi államhoz tartozó partmenti vizeknek. Innen fel, egészen Floridával bezárólag, Virginia partmenti vizeiben mindenhol előfordul. A faj életterének határa északon a Long Island tengerszorosig, Massachusetts államig terjed. A hideg víz állja útját a nyugati részen és keleten is, a La Manche csatornával bezárólag.
A Karib-térség homokos tengerpartjain találhatók legfőbb fészekrakó helyeik, melyek közül kiemelkednek Antigua és Barbuda, Barbados, Guadeloupe, Tortuguero Costa Ricán és a Yucatán-félsziget. Továbbá megtalálhatók Kuba vizeiben, a Mona sziget környékén, közel Puerto Rico-hoz, valamint a térségben más kevésbé nevezetes területek mellett is.

#### Az indo-csendes-óceáni alfaj
Az E. bissa az Indiai-óceánban is gyakori, hiszen előfordul a keleti-afrikai partok mentén, beleértve a Madagaszkárt környező tengereket és a közeli szigetcsoportokat is. Ázsia déli partjain szinte mindenhol megtalálható, beleértve a Perzsa-öbölt, a Vörös-tengert, és az ezekhez tartozó partvidékeket. Jelen van az indiai szubkontinens és Délkelet-Ázsia partjain. Élőhelye az egész indonéz szigetvilág, és egészen Észak-Ausztrália partjaiig is lenyomul. Az Csendes-óceán vizein a trópusi és szubtrópusi területeken tartózkodik. Előfordulásának határa a Koreai-félszigetig, a japán szigetvilágon át egészen Új-Zélandig terjed.
A Fülöp-szigetek ad otthont számos fészekrakó helynek, ilyen például a neves turisztikai központként is működő Boracay sziget. Egy kisebb szigetcsoport a Fülöp-szigetek délnyugati részén, közel Borneóhoz, az elnevezésében is a teknőst használó Turtle-szigetek, ahol két tengeri teknősfaj, az E. imbricata mellett a C. mydas fészkelőhelye is megtalálható. Hawaii-on a közönséges cserepesteknős többnyire minden főbb szigeten, így az Oahu, a Maui, a Molokai és a Hawaii szigeten is lerakja tojásait. Ausztráliában ismert fészekrakó helye a Milman-sziget, a Nagy-korallzátonynál. A faj fészkelőhelye a Seychelle-szigeteken a Cousine gránit sziget, ahol 1994 óta védettséget élvez; továbbá a Seychelle-szigetek belső részein lévő korallszigetek, mint az Aldabra-atoll, amelyek fontos tápterületei a fiatal teknősöknek.
A Csendes-óceán keleti részén előfordulnak a Kaliforniai-félszigettől, Mexikó partjain keresztül egészen Chile északi partjáig. Ebben a régióban az utóbbi években vészesen csökkent az állománya, és nagyrészt eltűntek, de mégis vannak olyan fészekrakó és táplálkozási helyeik Mexikóban, Salvadorban, Nicaraguában és Ecuadorban, ahol a közelmúltban újra felfedezték őket. Emiatt új lehetőségek teremtődtek meg kutatásukra és az állományuk megóvására. Az itteni populáció érdekessége, hogy a világ többi részén, általában a korallzátonyok környékét és a partmenti köves részeket kedveli, itt azonban a fészekrakó és a táplálkozási helye más, hiszen a mangrovemocsárerdők és a tengerbe ömlő folyók torkolatának környékén fordulnak elő. Ilyen például a Jiquilisco-öböl Salvadorban, a Fonseca-öböl Nicaragua, Salvador és Honduras partjainál, az Estero Padre Ramos természetvédelmi terület Nicaraguában és a Guayaquili-öböl Ecuadorban. A régió nagy hiányossága, hogy a több országon átívelő természetvédelmi kezdeményezések még gyerekcipőben járnak, pedig az itt élő állomány megőrzése érdekében szükség lenne az összefogásra.
Van azért jó példa is, hiszen a Sian Ka’an Bioszféra-rezervátum, 1986-ban az UNESCO Ember és Bioszféra Programjának részévé vált, majd 1987-ben felkerült a világörökség listájára. Ez a terület több veszélyeztetett tengeri teknősfajnak is a költőhelye.

## Életmódja
A víz hőmérséklete, táplálkozása és a környezet fényviszonyai hatással vannak a közönséges cserepesteknős színezetére, melyek emiatt élőhelyenként kismértékben eltérhetnek. A páncélzatának és bőrének színezete azért igazodik a környezetéhez, hogy egyfajta álcázásként a potenciális ragadozók elleni védekezésben segítse az állatot.

### Táplálkozása

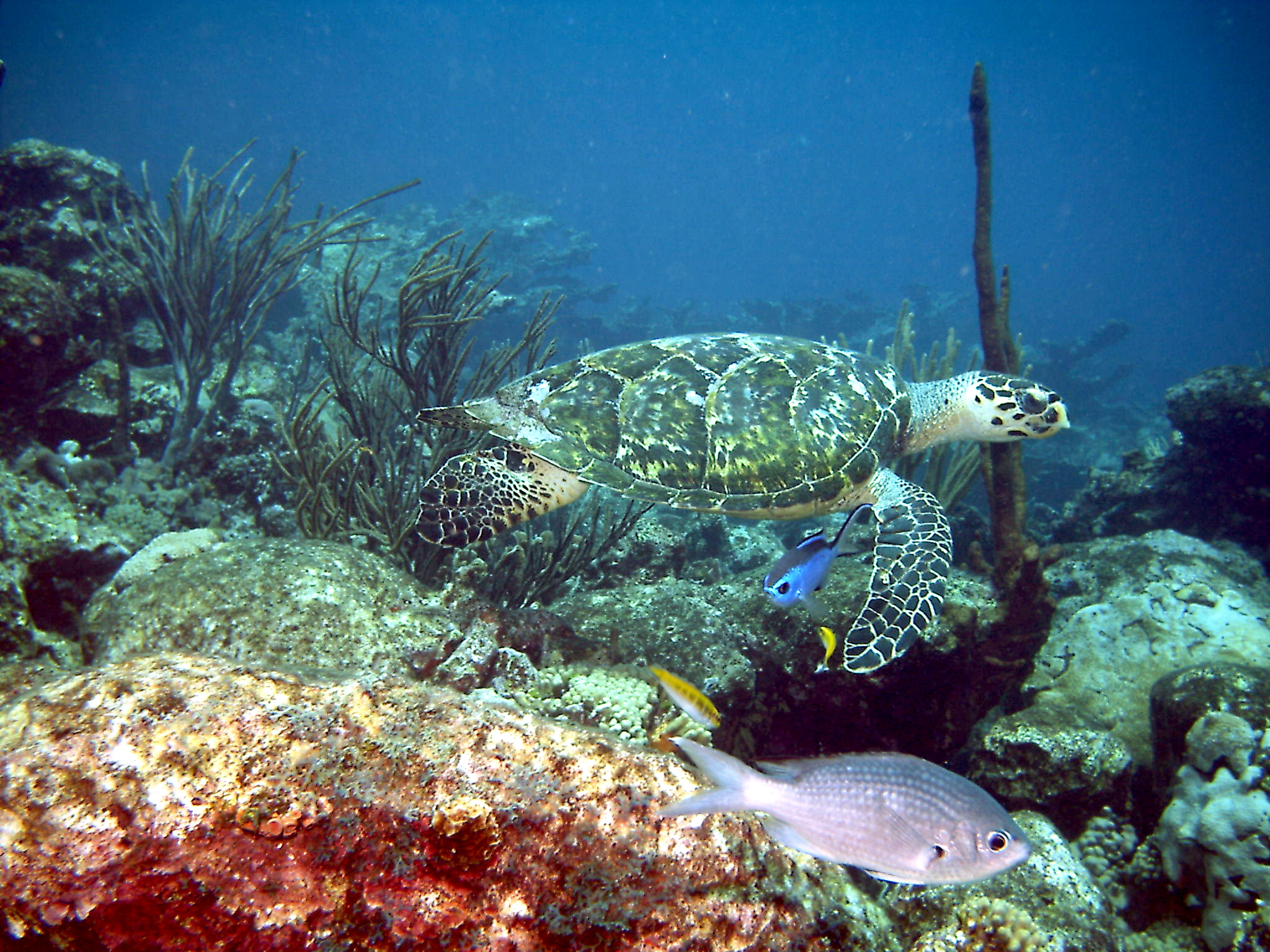
E. imbricata Venezuela partjainál, egy korallzátonynál.

A közönséges cserepesteknős mindenevő, de táplálékának jelentős részét a szivacsok képezik. Megfigyelhető, hogy élőhelyenként más az étrendjének az összetétele, azonban a Karib-térségben a szivacsok 70–95%-ban szerepelnek rajta. Mindazonáltal ez a faj, a többi szivacsevőtől eltérően, mást is fogyaszt. A Karib-térségben elsődlegesen az szaruszivacsok osztályához tartozó, az Astrophorida, a Spirophorida és a Hadromerida nem egyedei alkotják étrendjét. Az egyik legismertebb szivacsfaj, melyet bizonyítottan fogyaszt, a Geodia gibberosa.
A szivacsokon kívül étrendjébe tartoznak az algák, a csalánozók, a bordásmedúzák, a medúzák és a tengerirózsák. Fogyaszt továbbá veszélyes mérgező medúzákat is, mint a hydraállatok osztályába sorolt portugál gálya (Physalia physalis). Ilyen veszélyes csalánozók fogyasztásakor védekezésként becsukja a szemét, ugyanis a teknős lemezekkel fedett bőrét a portugál gálya fogófonalaiban lévő csalánsejtek nem tudják megsérteni.
Az E. imbricata természetes vízben élő ellenségei számára is rendkívül ellenálló, nehezen elejthető zsákmány. Az általa elfogyasztott toxikus csalánozók, mint például az Aaptos aaptos, a Chondrilla nucula, a Tethya actinia, a Spheciospongia vesparium és a Suberites domuncula akár a ragadozója halálát is okozhatja. Ezen túlmenően a közönséges cserepesteknős jelentős mennyiségben fogyaszt olyan szivacsfajokat, melyek az Ancorina, a Geodia, a Ecionemia és a Placospongia nemekhez tartoznak. Ezek a szivacsok kovás szivacstűket tartalmaznak, és a ragadozók számára emiatt sem jelent nagy élvezeti értéket a teknős elfogyasztása.

### Viselkedése
Felnőtt példányai általában a trópusi korallzátonyok környékét kedvelik. A nap folyamán jóllakottan szívesen pihennek meg barlangokban vagy a zátonyok környékén található hűvös szegélyeken. Vándorló faj, mivel nagy távolságokat tesz meg élete során a nyílt óceánon át a lagúnákig és a mangrovemocsarakig. A korai életszakaszához kapcsolódó élőhelyválasztásáról nem sokat figyeltek meg eddig, bár az valószínűsíthető, hogy a pelágikus, azaz vízben szabadon úszó szakasz a fiatalabb életkorú teknősökre jellemző.

## Életciklusa

### Szaporodása

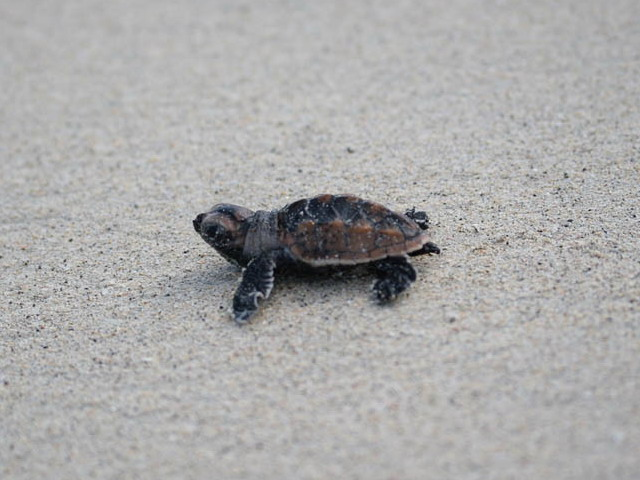
E. imbricata poronty Puerto Ricóból.

Az elterjedési területeit érintően egységesen, kétévente párosodnak, általában félreeső lagúnákban és elhagyott szigeteken, majd a tengerparton fészkelnek. A párzási időszak azonban eltérő a két alfajnál: az atlanti általában áprilistól novemberig, míg az Indiai-óceánban és a Seychelle-szigeteknél élő populációknál szeptembertől februárig tart. James Emerson Tennent ír utazó 1826-os leírásából már régebbről is ismert, hogy Ceylon szigetén fészkelő nőstény E. imbricata lábán olyan gyűrűt találtak, amelyet harminc évvel korábban egy holland tiszt erősített rá, és ez a befogott példány pontosan ugyanazon a helyen akart fészkelni, mint ahol korábban megjelölték. Ez is azt bizonyította, hogy mindig azokra a helyekre térhet vissza fészket rakni, ahol maga is a világra jött.
A megtermékenyített nőstények az éjszaka leple alatt felvonszolják nehéz testüket a tengerpartra. Olyan területet választanak ki, melyet meg tudnak tisztítani a törmelékektől, a kavicsoktól, majd ide gödröt ásnak a hátsó végtagjaik segítségével. A teknősmama ezután lerakja a gödörbe fészekaljnyi tojását, és befedi homokkal. A Karib-térségben és Floridában az E. imbricata fészekben általában 140 körüli tojást lehet megszámlálni. A fészekrakás befejezését követően a nőstény visszatér a tengerbe, és többet nem foglalkozik az utódok gondozásával.
A bébi teknősök általában 24 gramm alatti súllyal kelnek ki a lerakásuk éjszakáját követő két hónap múlva. Ezek az előbújt, szív alakú, sötét színű, 2,5 centiméter nagyságú porontyok ösztöneik alapján bekúsznak a tengerbe. Kikelésükkor valószínűleg a Hold okozta árapály mozgását követik, és nem szeretik a fényeket, még az utcai lámpák is zavarhatják őket. Ha ugyanis a sötétség leple alatt merülnek be a tengervízbe, biztonságban vannak, míg hajnalban már a parti madarak, a tengeri rákok és más ragadozók martalékává válhatnak a lassabb példányok.

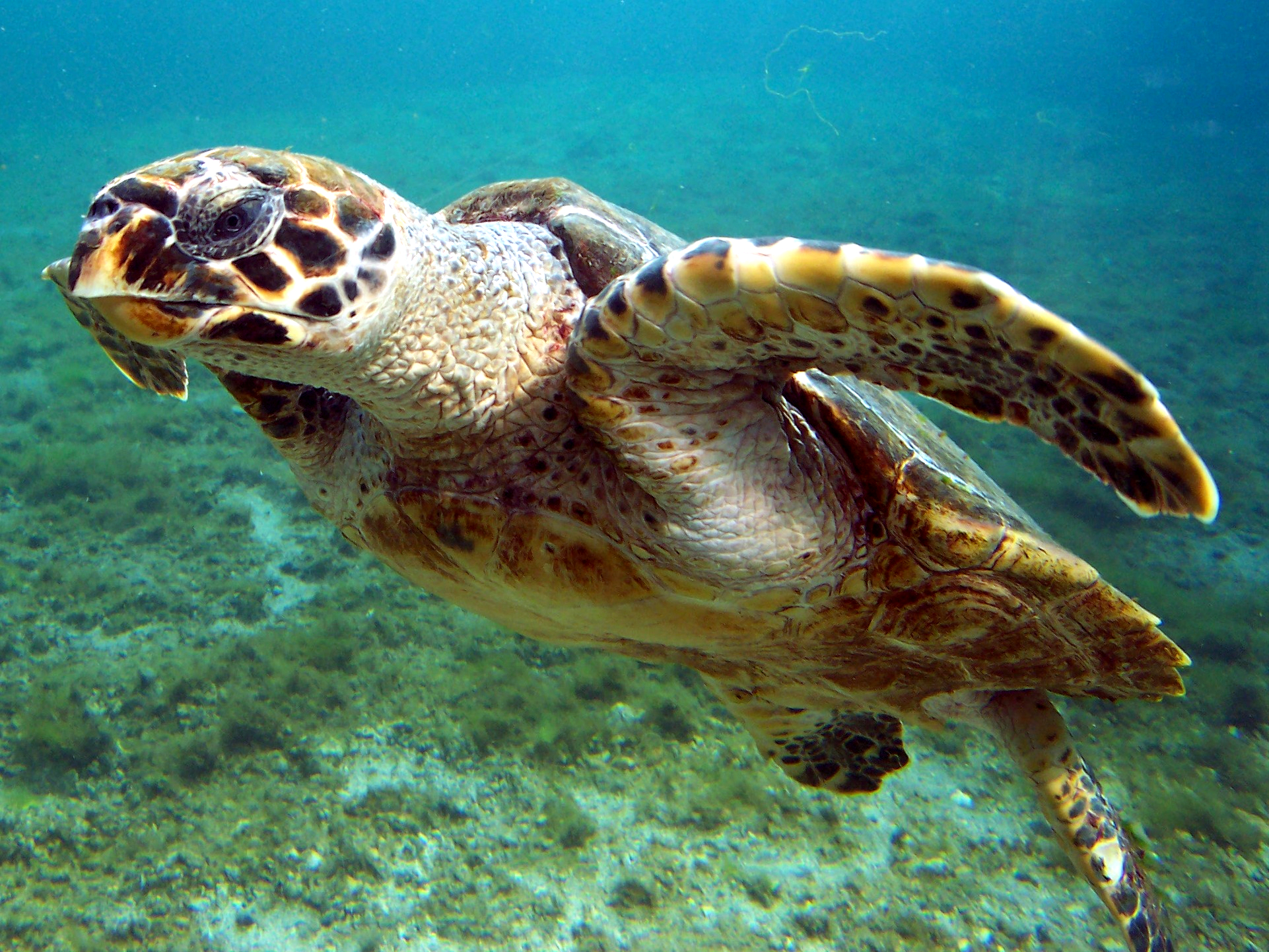
Fiatal E. imbricata Réunion sziget közelében.

### Korai életszakasza
A közönséges cserepesteknős életének korai szakasza kevésbé ismert. Miután a tengerbe került, más tengeri teknősökhöz hasonlóan, valószínűsíthetően egy ideig pelágikus életvitelt folytat. A faj növekedési üteme sem tisztázott teljes mértékben, de körülbelül 35 centiméteres korában vált életformát, és ekkor már a korallzátonyok környékén bukkan fel.

### Öregsége
A közönséges cserepesteknős harmincéves korára ér el az öregségi élet szakaszához. A vadon élő példányok 30–50 évet élhetnek, és ennek az időszaknak java részét – hasonlóan a többi tengeri teknőshöz – magányosan tölti el. Ezek a vándorló hüllők kemény páncélzatuknak köszönhetően jól ellenállnak a ragadozók támadásainak, de mégis vannak ragadozó halak, cápák, krokodilok és polipok, melyek elejthetik őket még felnőtt korukban is.

## Kapcsolata az emberrel

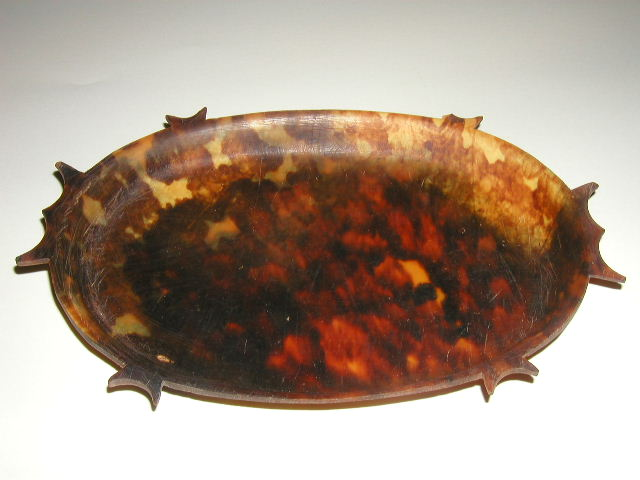
Palauból származó, teknőspáncélból készített asszonypénz (toluk)

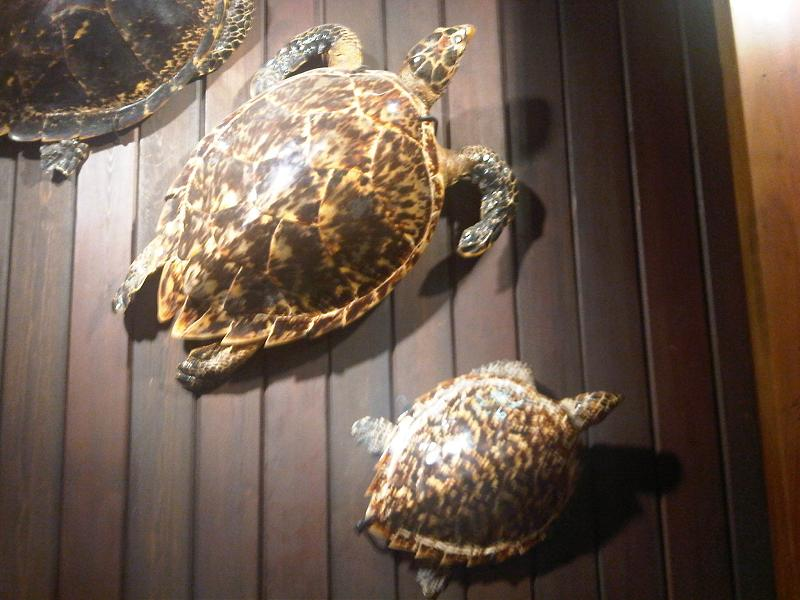
Közönséges cserepesteknősök egy londoni múzeumban

Állományának csökkenéséhez hozzájárult, hogy az 1960-as és az 1970-es években ipari méretekben dolgozták fel a teknőspáncélt, és készítettek belőle különböző használati tárgyakat, melyek kiváltására napjainkra a műanyag került alkalmazásra. A zsírjából olvasztott teknősolaj korábban az európaiak szemében is igazi csodaszer volt. Fogyasztása nagy veszélyt jelenthet, hiszen a test toxikus anyagokat tartalmazhat. 2010-ben például a Mikronéziában lévő Murilo szigetén hat ember halálát okozta, amikor egy ünnepségen cserepesteknős húsát szolgálták fel.
Mindezek ellenére az emberek szerte a világon még mindig befogják a közönséges cserepesteknősöket, annak ellenére, hogy ez illegális, több országban szigorúan tiltott tevékenység. A világ egyes részein továbbra is csemegeként fogyasztják húsát, tojását és Kínában egészen az 5. századig visszamenőleg bizonyítottan az ínyencek csemegéje volt.
Számos kultúrában felhasználták a páncélját, melyet a világ első műanyagjának lehet tekinteni. Hiszen a teknősök adták az óegyiptomi idők óta különböző, főleg esztétikai eszközök alapanyagát. Kínában tai mei néven ismerték, és dekorációs célból használták. Japánban szintén felhasználták a japánul bekkónak nevezett páncélját és lemezeit is.
A Japánban már ipari méretet öltő feldolgozását 1994-ben tiltották be. Ezt megelőzően a teknőspáncélból készített termékek kereskedelme elérte a 30 000 kilogrammot (ez 66 000 kilogramm feldolgozatlan teknőst jelent).
Az ókori görögök és a rómaiak a nyugati teknőspopuláció páncélját hasznosították ékszerek, gombok, fésűk és gyűrűk készítésére. A világon kereskedelmi forgalomban lévő, teknőspáncélból készített termékek jelentős része a Karib-térségből származik. Ezeknek az illegálisan elkészített eszközöknek a többsége a térség két országából, a Dominikai Köztársaságból és Kolumbiából származhat.
A közönséges cserepesteknős különböző ábrázolásokon is feltűnik, például a húszas venezuelai bolívar és a kettes brazil real bankjegyeken. A Fidzsi-szigetek 2010-ben kiadott kétdolláros ezüst emlékérméjét a szigeten őshonos és védettség alatt álló faj tiszteletére készítették. Ismert szoborábrázolás róla a Teknős fiú, egy bronzból készített fiú alak, amely a teknősön lovagol, és az Amerikai Egyesült Államokban Massachusetts állambeli Worcesterben szökőkútként funkcionál.

## Védettsége
Világszerte általános egyetértés mutatkozik abban, hogy az E. imbricata veszélyeztetett faj, hiszen a megváltozott környezet, a környezetszennyezés, a mai napig gazdasági haszonnal járó befogása nagy veszélyt jelent, és e tényezők összhatása miatt a faj a kihalás szélére került. Sok felnőtt teknős esik áldozatul az ember tevékenységének, bár ezek között van, ami nem szándékos, hanem véletlen baleset. Az embereken kívül más emlősök is nagy kárt okoznak, hiszen például az Amerikai Virgin-szigeteknél fészkelőhelyeiket előszeretettel fosztogatják az elszaporodó mongúzfélék, és ez kihatással van más teknősfajok (kérgesteknős) egyedszámának alakulására is.
A Természetvédelmi Világszövetség Vörös Listáján 1982-ben, veszélyeztetett helyzete miatt első helyre sorolták. A veszélyeztetettségét folyamatosan vizsgálták és újraértékelték 1986-ban, 1988-ban, 1990-ben és 1994-ben, mígnem 1996-ban besorolták a kihalófélben lévő kategóriába.
Két jelentősebb tanulmány is vitatta azt a státuszt, hogy végveszélyben lenne, mivel világszerte jelentős, stabil állományai találhatók. Ezeket azonban visszautasították, mert az MTSG (Marine Turtle Specialist Group) által publikált adatok azt mutatták, hogy világviszonylatban a populációszám 80%-os csökkenést mutatott az általuk vizsgált három generáció esetében, és 1996 óta nem emelkedett az állományszám.
A faj hasonlóképpen, mint a Cheloniidae család többi tagja, szerepel a washingtoni egyezmény I. függelékében. A nemzetközi kereskedelemről szóló egyezmény alapján tilos a teknősből készített termékek behozatala és kivitele, továbbá tilos megölni, befogni vagy zaklatni a közönséges cserepesteknősöket.
Az elmúlt néhány évben mindenképpen nagy előrelépést jelentett, hogy előtérbe kerültek a faj védelmére érdekében tett intézkedések. Az Amerikai Egyesült Államok Hal- és Vadvédelmi Szolgálata (United States Fish and Wildlife Service) és a Nemzeti Tengeri Halászati Szolgálat (National Marine Fisheries Service) már 1970-ben a veszélyeztetett fajok közé sorolta a fajt, és lépéseket tett védelme érdekében.

## Galéria

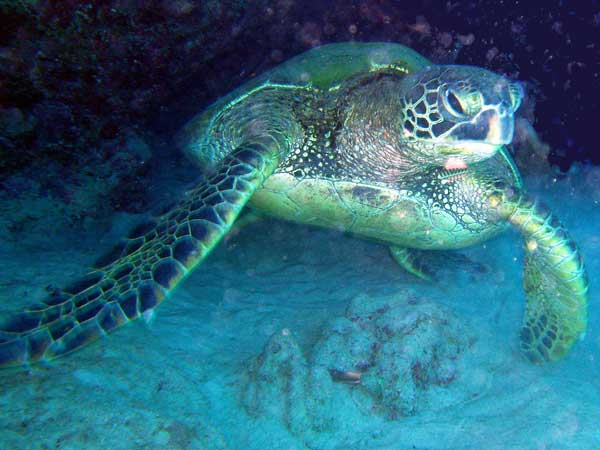
víz alatti felvételen
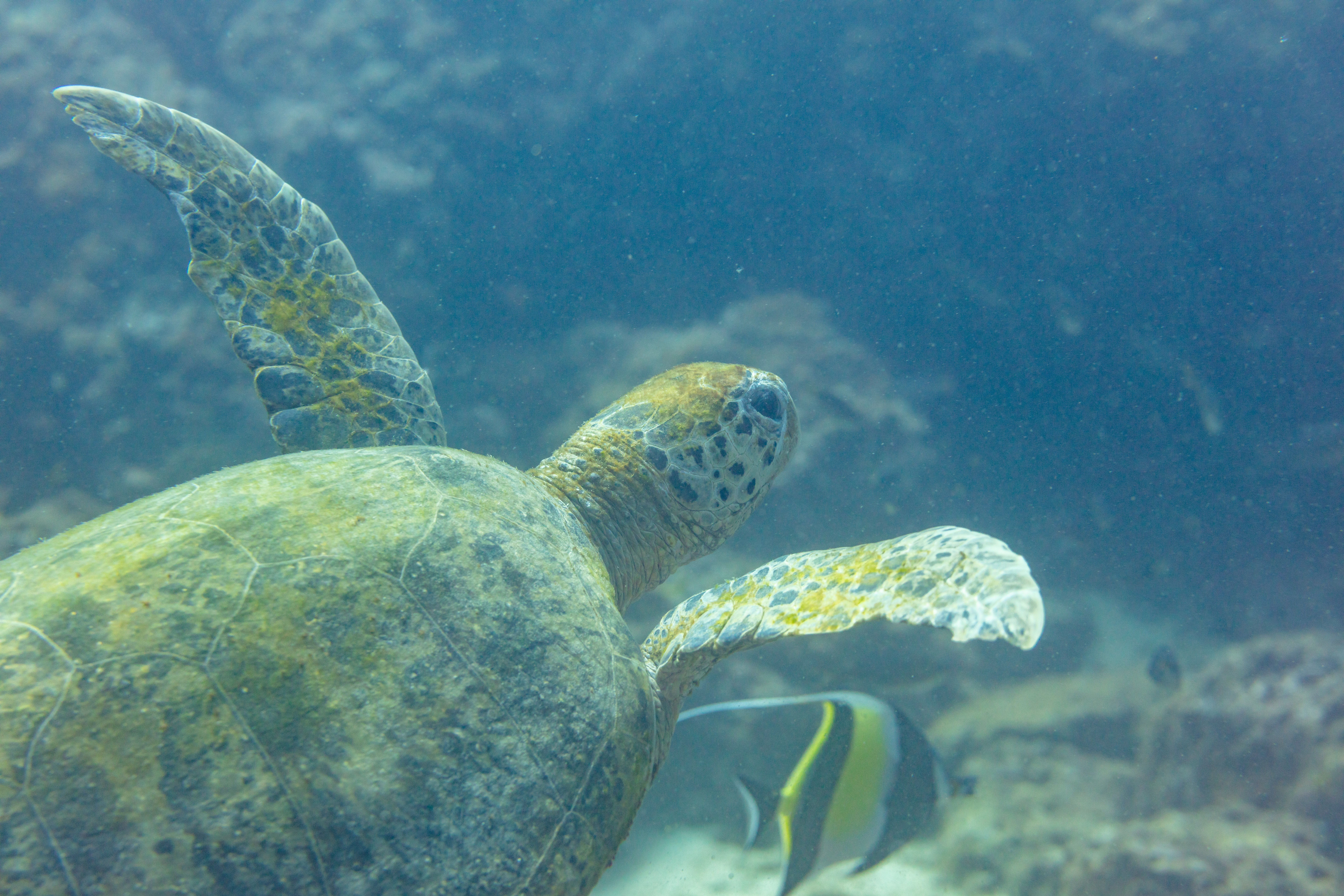
példány az ománi Ad Dimaniyat-szigetekről
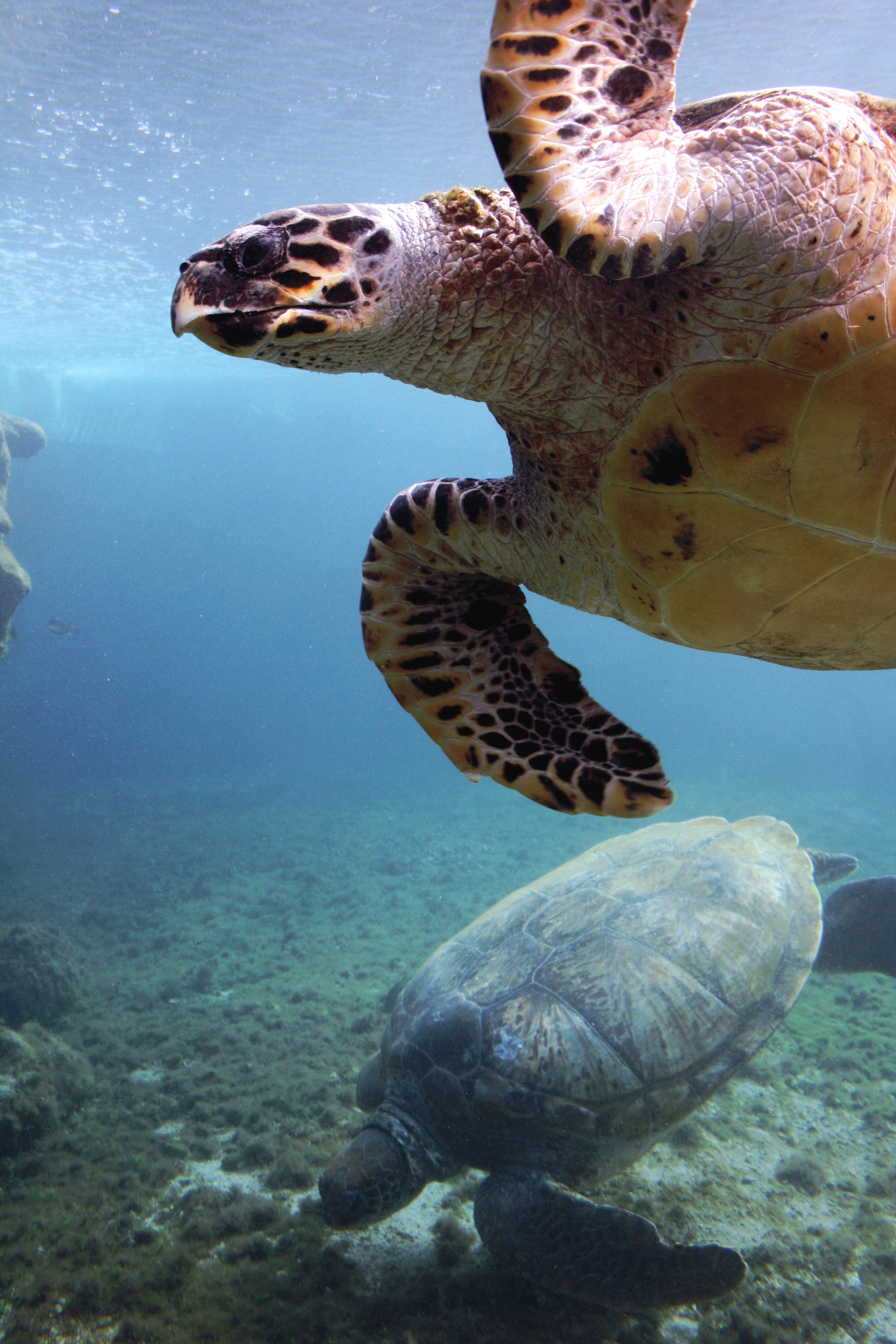
Réunionban lévő Kélonia akváriumban a kép felső részén egy közönséges cserepesteknős és alatta egy közönséges levesteknős látható
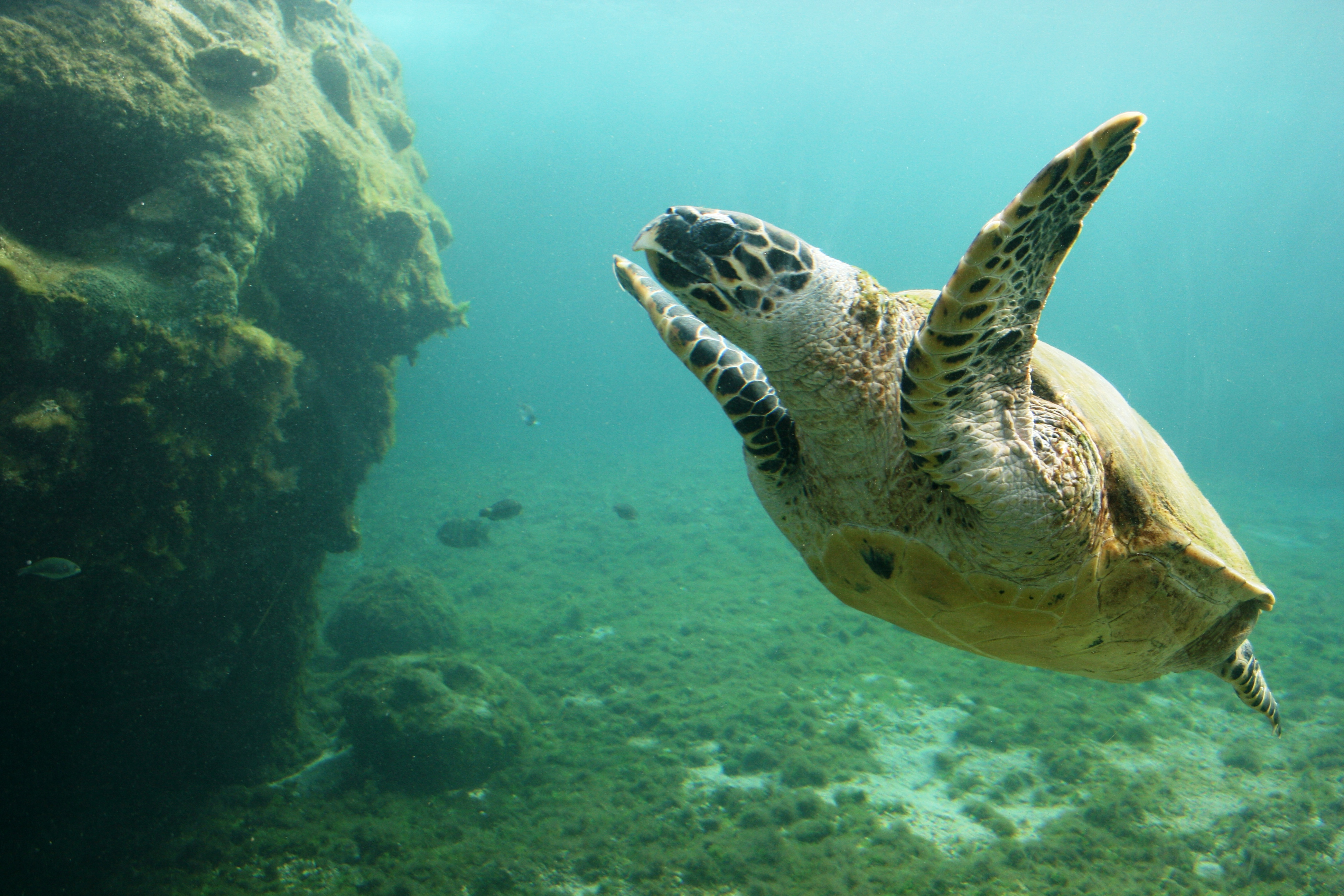
.imbricata a Réunionban található Kélonia akváriumból
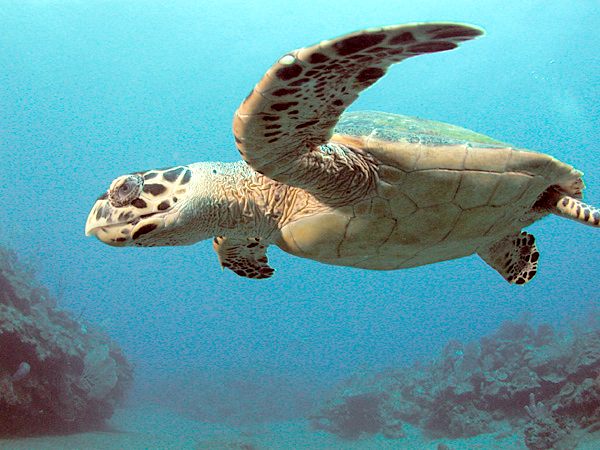
Vízben úszó imbricata Saba partjainál

## Fordítás
- Ez a szócikk részben vagy egészben  a   Hawksbill sea turtle című angol Wikipédia-szócikk ezen változatának fordításán alapul.  Az eredeti cikk szerkesztőit annak laptörténete sorolja fel. Ez a jelzés csupán a megfogalmazás eredetét és a szerzői jogokat jelzi, nem szolgál a cikkben szereplő információk forrásmegjelöléseként.

## Kiegészítő irodalom
- Formia, Angela, Manjula Tiwari, Jacques Fretey and Alexis Billes (2003). „Sea Turtle Conservation along the Atlantic Coast of Africa” (angol nyelven). Marine Turtle Newsletter 100, 33 – 37. o, Kiadó: IUCN Marine Turtle Specialist Group.
- Pope, C. H.. Turtles of the United States and Canada (angol nyelven). New York: Alfred A. Knopf (1939)
- Bjorndal, Karen A., Alan B. Bolten and Cynthia J. Lagueux (1993. December). „Decline of the Nesting Population of Hawksbill Turtles at Tortuguero, Costa Rica” (angol nyelven). Conservation Biology 7 (4), 925 – 927. o, Kiadó: Blackwell Publishing. DOI:10.1046/j.1523-1739.1993.740925.x.
- Bowen, B. W., A. L. Bass, A. Garcia-Rodriguez, C. E. Diez, R. van Dam, A. Bolten, K. A., Bjorndal, M. M. Miyamoto and R. J. Ferl (1996. Május). „Origin of Hawksbill Turtles in a Caribbean Feeding Area as Indicated by Genetic Markers” (angol nyelven). Ecological Applications 6 (2), 566 – 572. o, Kiadó: The Ecological Society of America. DOI:10.2307/2269392.
- Colacion, Artem, Danee Querijero. „Uriel’s journey home — a Young pawikan’s story in Boracay”, The Philippine STAR, 2005. március 10. (Hozzáférés: 2010. március 24.) (angol nyelvű)
- Ocean Ambassadors - Philippine Turtle Islands (angol nyelven). Coastal Resource & Fisheries Management of the Philippines. OneOcean.org
- Loop, K. A., J. D. Miller and C. J. Limpus (1995). „Nesting by the hawsbill turtle (Eretmochelys imbricata) on Milman Island, Great Barrier Reef, Australia” (angol nyelven). Wildlife Research 22 (2), 241 – 251. o, Kiadó: CSIRO Publishing. DOI:10.1071/WR9950241. ISSN: 1035-3712.
- Hitchins, P. M., O. Bourquin and S. Hitchins (2004. április 27.). „Nesting success of hawksbill turtles (Eretmochelys imbricata) on Cousine Island, Seychelles” (angol nyelven). Journal of Zoology 264 (2), 383 – 389. o, Kiadó: Cambridge University Press, The Zoological Society of London. DOI:10.1017/S0952836904005904.
- Lutz, P. L., J. A. Musick. The Biology of Sea Turtles (angol nyelven). Boca Raton, Florida: CRC Press (1997)
- Houghton, Jonathan D. R., Martin J. Callow, Graeme C. Hays (2003). „Habitat utilization by juvenile hawksbill turtles (Eretmochelys imbricata, Linnaeus, 1766) around a shallow water coral reef” (angol nyelven) (PDF). Journal of Natural History 37, 1269–1280. o. [2019. április 15-i dátummal az eredetiből archiválva]. DOI:10.1080/00222930110104276. (Hozzáférés: 2010. március 24.)
- Meylan, Anne (1988. január 22.). „Spongivory in Hawksbill Turtles: A Diet of Glass” (angol nyelven). Science 239 (4838), 393 – 395. o, Kiadó: American Association for the Advancement of Science. DOI:10.1126/science.239.4838.393.
- Edelman, Michael: ADW: Eretmochelys imbricata: Information. Animal Diversity Web. University of Michigan Museum of Zoology, 2004. (Hozzáférés: 2007. február 4.)
- Atlantic Hawksbill Sea Turtle Fact Sheet (angol nyelven). New York State Department of Environmental Conservation. [2008. január 27-i dátummal az eredetiből archiválva]. (Hozzáférés: 2010. március 24.)
- Bowen, Brian W., William S. Nelson and John C. Avise (1993. június 15.). „A Molecular Phylogeny for Marine Turtles: Trait Mapping, Rate Assessment, and Conservation Relevance” (angol nyelven) (PDF). Proceedings of the National Academy of Sciences of the United States of America 90 (12), 5574 – 5577. o, Kiadó: National Academy of Sciences. DOI:10.1073/pnas.90.12.5574.[halott link]
- Beltz, Ellin: Translations and Original Descriptions: Turtles (angol nyelven). Scientific and Common Names of the Reptiles and Amphibians of North America - Explained. ebeltz.net
- Schafer, Edward H. (1962). „Eating Turtles in Ancient China” (angol nyelven). Journal of the American Oriental Society 82 (1), 73 – 74. o, Kiadó: American Oriental Society. DOI:10.2307/595986.
- Heppel, Selina S., Larry B. Crowder (1996. Június). „Analysis of a Fisheries Model for Harvest of Hawksbill Sea Turtles (Eretmochelys imbricata)” (angol nyelven). Conservation Biology 10 (3), 874 – 880. o, Kiadó: Blackwell Publishing. DOI:10.1046/j.1523-1739.1996.10030874.x. (Hozzáférés: 2007. február 16.)
- Strieker, Gary. „Tortoiseshell ban threatens Japanese tradition”, CNN.com/sci-tech, Cable News Network LP, LLLP., 2001. április 10. (angol nyelvű)
- Casson, Lionel (1982). „Periplus Maris Erythraei: Notes on the Text” (angol nyelven). The Journal of Hellenic Studies 102, 204 – 206. o, Kiadó: The Society for the Promotion of Hellenic Studies. DOI:10.2307/631139.
- Turtles of the Caribbean: the curse of illegal trade (angol nyelven). Newsroom. World Wide Fund for Nature, 2006. október 1.
- Nellis, David W., Vonnie Small (1983. Június). „Mongoose Predation on Sea Turtle Eggs and Nests” (angol nyelven) (PDF). Biotropica 15 (2), 159 – 160. o, Kiadó: The Association for Tropical Biology and Conservation. [2020. április 5-i dátummal az eredetiből archiválva]. DOI:10.2307/2387964. (Hozzáférés: 2010. március 24.)
- Groombridge, B.. The IUCN Amphibia-Reptilia Red Data Book, Part 1: Testudines, Crocodylia, Rhynocehapalia. Gland, Switzerland: IUCN (1982)
- IUCN. 1990 IUCN Red List of Threatened Animals (angol nyelven). Gland, Svájc és Cambridge, Egyesült Királyság: IUCN (1990)
- Groombridge, B.. 1994 IUCN Red List of Threatened Animals (angol nyelven). Gland, Svájc: IUCN (1994)
- Red List Standards & Petitions Subcommittee: Ruling of the IUCN Red List Standards and Petitions Subcommittee on Petitions against the 1996 Listings of Four Marine Turtle Species, 18 October 2001 (angol nyelven) (PDF). International Union for Conservation of Nature and Natural Resources, 2001. október 18. [2006. december 6-i dátummal az eredetiből archiválva]. (Hozzáférés: 2007. február 5.)

## További információk

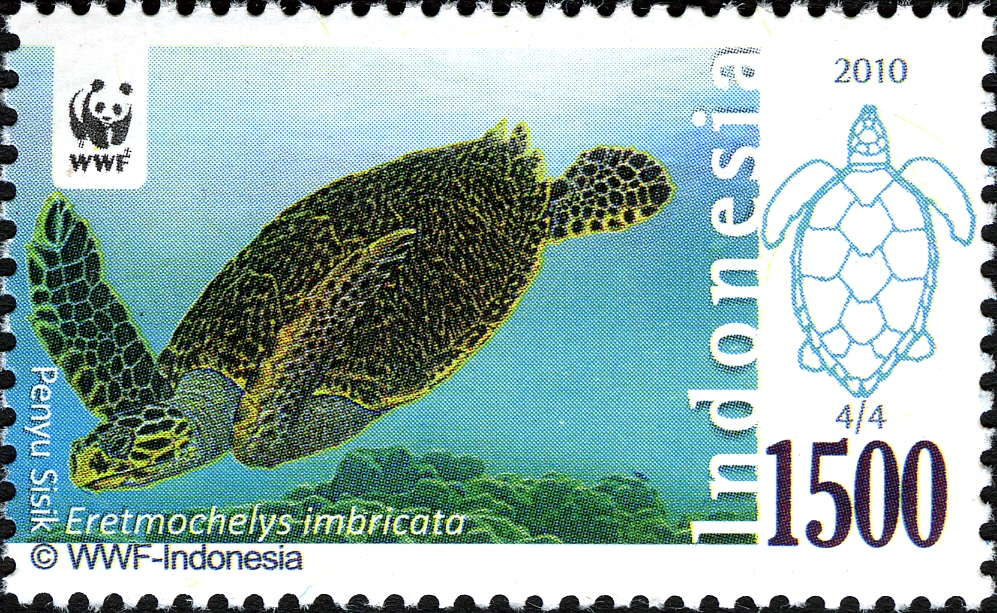
2010-es indonéz bélyegen

### A faj tudományos leírásával foglalkozó internetes ismeretforrások
- A taxon adatlapja az ITIS adatbázisában. Integrated Taxonomic Information System. (Hozzáférés: 2011. április 6.)
- A faj szerepel a Természetvédelmi Világszövetség Vörös Listáján. IUCN. (Hozzáférés: 2011. április 6.)
- Atlantic Hawksbill Turtle Eretmochelys imbricata (Linnaeus, 1766) (angol nyelven). BioLib.cz. (Hozzáférés: 2011. április 10.)
- Eretmochelys imbricata, Hawksbill Sea Turtle (angol nyelven). MarineBio.org. (Hozzáférés: 2011. április 10.)
- The Hawksbill Turtle (Eretmochelys imbricata)' (angol nyelven). turtles.org. [2007. február 21-i dátummal az eredetiből archiválva]. (Hozzáférés: 2011. április 10.)
- Species Fact Sheet: Eretmochelys imbricata (Linnaeus, 1766) (angol nyelven). FIGIS - Fisheries Global Information System. United Nations, 2006. (Hozzáférés: 2011. április 10.)
- Hawksbill Sea Turtle (Eretmochelys imbricata)' (angol nyelven). North Florida Field Office. United States Fish and Wildlife Service. (Hozzáférés: 2011. április 10.)
- UNEP-WCMC: Eretmochelys imbricata (angol nyelven). UNEP-WCMC Species Database: CITES-Listed Species. United Nations Environment Programme - World Conservation Monitoring Centre. [2007. szeptember 29-i dátummal az eredetiből archiválva]. (Hozzáférés: 2011. április 10.)
- Hawksbill Turtle (Eretmochelys imbricata) (angol nyelven). Office of Protected Resources. NOAA fisheries. (Hozzáférés: 2011. április 10.)

### Felvételek a fajról
- Hawksbill turtle (Eretmochelys imbricata). ARKive. [2010. július 23-i dátummal az eredetiből archiválva]. (Hozzáférés: 2011. április 10.)
- Közönséges cserepesteknős algaevés közben. oceanfootage.com. [2010. augusztus 5-i dátummal az eredetiből archiválva]. (Hozzáférés: 2011. április 10.)
- Közönséges cserepesteknős szivacsevés közben. vimeo.com. (Hozzáférés: 2011. április 10.)
- Cayman Hawksbill Turtle. youtube.com. (Hozzáférés: 2011. április 10.)
- Hawksbill Turtle Swims Along Reef. oceanfootage.com. [2010. december 20-i dátummal az eredetiből archiválva]. (Hozzáférés: 2011. április 28.)
- Hawksbill sea turtle. footage.naturalhistoryfilm.com. [2012. február 5-i dátummal az eredetiből archiválva]. (Hozzáférés: 2011. április 28.)